# Staszkowo
Staszkowo (niem. Baarwiese) –  dawna wieś, zlikwidowana w 1997 roku przez włączenie do wsi Stare Jabłonki położona w Polsce, w województwie warmińsko-mazurskim, w powiecie ostródzkim, w gminie Ostróda.
W latach 1975–1998 miejscowość administracyjnie należała do województwa olsztyńskiego.
W pobliżu miejscowości swój koniec ma jedno z odgałęzień Kanału Elbląskiego.

## Historia
W czasach krzyżackich wieś pojawia się w dokumentach w roku 1437, podlegała pod komturię w Ostródzie, były to dobra krzyżackie o powierzchni 29 włók.